# Hexen: Beyond Heretic
Hexen: Beyond Heretic är ett förstapersonsskjutar-spel som utvecklades av Raven Software, publicerades av id Software och släpptes av GT Interactive den 30 oktober 1995. Spelet är en uppföljare till Heretic och det andra spelet i Serpent Rider-serien.
Spelet använder sig av en modifierad variant av Dooms spelmotor, som tillåter hoppning, nätverksspel med upp till åtta spelare och en möjlighet att välja mellan tre olika typer av spelare. Musiken i spelet låg på CD, vilket var relativt ovanligt under den tiden, och var av högre ljudkvalité än den vanliga MIDI-musiken.
Spelets källkod släpptes av Raven Software år 1999, vilket har gjort att det kunnat portas till bland annat Linux.